# 2016-os Le Mans-i 24 órás verseny

A 2016-os Le Mans-i 24 órás verseny volt a 84. Le Mansban megrendezett verseny, illetve a 2016-os hosszútávú-világbajnokság harmadik fordulója. A verseny június 18-án délután 3 órakor rajtolt és 19-én fejeződött be 24 órányi versenyzés után.
A futamot végül a Porsche 2-es számú alakulata nyerte meg Marc Liebbel, Romain Dumas-val és Neel Janival a volán mögött.

## Időmérő
| Helyezés | Kategória | Rajtszám | Csapat (versenyzők)                                         | 1. időmérő | 2. időmérő | Különbség | Rajthely |
| -------- | --------- | -------- | ----------------------------------------------------------- | ---------- | ---------- | --------- | -------- |
| 1        | LMP1      | 2        | Porsche Team (Dumas, Jani, Lieb)                            | 3:19,733   | 3:25,511   | –         | 1        |
| 2        | LMP1      | 1        | Porsche Team (Bernhard, Webber, Hartley)                    | 3:20,203   | 3:23,307   | +0,470    | 2        |
| 3        | LMP1      | 6        | Toyota Gazoo Racing (Sarrazin, Conway, Kobajasi)            | 3:20,737   | 3:25,899   | +1,004    | 3        |
| 4        | LMP1      | 5        | Toyota Gazoo Racing (Davidson, Buemi, Nakadzsima)           | 3:21,903   | 3:24,399   | +2,170    | 4        |
| 5        | LMP1      | 7        | Audi Sport Team Joest (Fässler, Lotterer, Tréluyer)         | 3:22,780   | 3:45,468   | +3,047    | 5        |
| 6        | LMP1      | 8        | Audi Sport Team Joest (di Grassi, Duval, Jarvis)            | 3:22,823   | 3:26,680   | +3,090    | 6        |
| 7        | LMP1      | 13       | Rebellion Racing (Tuscher, Imperatori, Kraihamer)           | 3:26,586   | 3:30,010   | +6,853    | 7        |
| 8        | LMP1      | 12       | Rebellion Racing (Prost, Heidfeld, Piquet)                  | 3:27,348   | 3:27,573   | +7,615    | 8        |
| 9        | LMP1      | 4        | ByKolles Racing Team (Trummer, Webb, Kaffer)                | Idő nélkül | 3:34,168   | +14,435   | 54       |
| 10       | LMP2      | 26       | G-Drive Racing (Ruszinov, Stevens, Rast)                    | 3:36,605   | 4:04,887   | +16,872   | 9        |
| 11       | LMP2      | 35       | Baxi DC Racing Alpine (Cheng, Tung, Panciatici)             | 3:37,175   | 3:39,559   | +17,442   | 10       |
| 12       | LMP2      | 36       | Signature Alpine (Menezes, Lapierre, Richelmi)              | 3:37,225   | 3:40,895   | +17,492   | 11       |
| 13       | LMP2      | 44       | Manor (Graves, Rao, Merhi)                                  | 3:38,037   | Idő nélkül | +18,304   | 12       |
| 14       | LMP2      | 49       | Michael Shank Racing (Pew, Negri, Vanthoor)                 | 3:38,837   | 3:51,759   | +19,104   | 13       |
| 15       | LMP2      | 31       | Extreme Speed Motorsports (Dalziel, Derani, Cumming)        | 3:39,366   | 3:40,436   | +19,633   | 14       |
| 16       | LMP2      | 46       | Thiriet by TDS Racing (Thiriet, Beche, Hirakava)            | 3:39,375   | 3:40,611   | +19,642   | 15       |
| 17       | LMP2      | 42       | Strakka Racing (Leventis, Watts, Kane)                      | 3:39,394   | 3:44,142   | +19,661   | 16       |
| 18       | LMP2      | 47       | KCMG (Macuda, Howson, Bradley)                              | 3:39,436   | 3:39,562   | +19,703   | 17       |
| 19       | LMP2      | 23       | Panis-Barthez Compétition (Barthez, Chatin, Buret)          | 3:39,470   | 3:45,018   | +19,737   | 18       |
| 20       | LMP2      | 33       | Eurasia Motorsport (Pu, Gommendy, de Bruijn)                | 3:40,631   | 4:14,491   | +20,898   | 19       |
| 21       | LMP2      | 38       | G-Drive Racing (Dolan, Dennis, van der Garde)               | 3:40,685   | 4:01,981   | +20,952   | 20       |
| 22       | LMP2      | 43       | RGR Sport by Morand (González, Senna, Albuquerque)          | 3:40,899   | 3:44,198   | +21,166   | 21       |
| 23       | LMP2      | 27       | SMP Racing (Minassian, Mediani, Aljosin)                    | 3:41,132   | 3:41,457   | +21,399   | 55       |
| 24       | LMP2      | 28       | Pegasus Racing (Taittinger, Striebig, Roussel)              | 3:42,049   | 3:41,285   | +21,552   | 56       |
| 25       | LMP2      | 30       | Extreme Speed Motorsports (Sharp, Brown, van Overbeek)      | 3:41,406   | 4:14,456   | +21,673   | 57       |
| 26       | LMP2      | 37       | SMP Racing (Petrov, Saitar, Lagyigin)                       | 3:42,147   | 3:41,776   | +22,043   | 22       |
| 27       | LMP2      | 25       | Algarve Pro Racing (Munemann, Hoy, Pizzitola)               | 3:44,185   | 3:42,088   | +22,355   | 23       |
| 28       | LMP2      | 41       | Greaves Motorsport (Rojas, Canal, Berthon)                  | 3:43,915   | 3:42,570   | +22,837   | 24       |
| 29       | LMP2      | 48       | Murphy Prototypes (Keating, Bleekemolen, Goossens)          | 3:43,508   | 3:45,067   | +23,775   | 25       |
| 30       | LMP2      | 34       | Race Performance (Leutwiler, Nakano, Winslow)               | 3:43,590   | 3:45,711   | +23,857   | 26       |
| 31       | LMP2      | 22       | SO24! by Lombard Racing (Capillaire, Maris, Coleman)        | 3:48,585   | 3:44,347   | +24,614   | 58       |
| 32       |           | 84       | SRT41 by OAK Racing (Sausset, Tinseau, Bouvet)              | 3:45,178   | 4:01,607   | +25,445   | 27       |
| 33       | LMP2      | 40       | Krohn Racing (Krohn, Jönsson, Barbosa)                      | 3:45,213   | 3:45,978   | +25,480   | 59       |
| 34       | LMGTE Pro | 68       | Ford Chip Ganassi Team USA (Hand, Müller, Bourdais)         | 3:51,185   | 3:53,672   | +31,452   | 28       |
| 35       | LMGTE Pro | 69       | Ford Chip Ganassi Team USA (Briscoe, Westbrook, Dixon)      | 3:51,497   | 3:53,603   | +31,764   | 29       |
| 36       | LMGTE Pro | 51       | AF Corse (Bruni, Calado, Pier Guidi)                        | 3:51,568   | 3:53,218   | +31,835   | 30       |
| 37       | LMGTE Pro | 67       | Ford Chip Ganassi Team USA (Franchitti, Priaulx, Tincknell) | 3:51,590   | 3:55,750   | +31,857   | 31       |
| 38       | LMGTE Pro | 66       | Ford Chip Ganassi Team USA (Pla, Mücke, Johnson)            | 3:52,038   | 3:58,358   | +32,305   | 32       |
| 39       | LMGTE Pro | 71       | AF Corse (Rigon, Bird, Bertolini)                           | 3:52,508   | 3:55,066   | +32,772   | 33       |
| 40       | LMGTE Pro | 82       | Risi Competizione (Fisichella, Vilander, Malucelli)         | 3:53,176   | 3:55,032   | +33,443   | 34       |
| 41       | LMGTE Pro | 92       | Porsche Motorsport (Makowiecki, Bamber, Bergmeister)        | 3:54,918   | 3:57,128   | +35,185   | 35       |
| 42       | LMGTE Pro | 95       | Aston Martin Racing (Thiim, Sørensen, Turner)               | 3:55,261   | Idő nélkül | +35,528   | 36       |
| 43       | LMGTE Pro | 91       | Porsche Motorsport (Pilet, Estre, Tandy)                    | 3:55,332   | 3:56,792   | +35,599   | 37       |
| 44       | LMGTE Pro | 97       | Aston Martin Racing (Stanaway, Rees, Adam)                  | 3:55,380   | Idő nélkül | +35,647   | 38       |
| 45       | LMGTE Pro | 77       | Dempsey-Proton Racing (Lietz, Christensen, Eng)             | 3:55,426   | 3:57,082   | +35,693   | 39       |
| 46       | LMGTE Pro | 64       | Corvette Racing – GM (Gavin, Milner, Taylor)                | 3:55,848   | 3:58,493   | +36,115   | 40       |
| 47       | LMGTE Am  | 61       | Clearwater Racing (Mok, Szava, Bell)                        | 3:56,827   | 4:06,801   | +37,094   | 41       |
| 48       | LMGTE Am  | 98       | Aston Martin Racing (Dalla Lana, Lamy, Lauda)               | 3:57,198   | Idő nélkül | +37,465   | 42       |
| 49       | LMGTE Am  | 88       | Abu Dhabi-Proton Racing (el-Kubaíszi, Heinemeier, Long)     | 3:59,861   | 3:57,513   | +37,780   | 43       |
| 50       | LMGTE Am  | 55       | AF Corse (Cameron, Griffin, Scott)                          | 3:57,596   | 3:59,469   | +37,863   | 44       |
| 51       | LMGTE Am  | 83       | AF Corse (Perrodo, Collard, Aguas)                          | 3:57,742   | 4:03,676   | +38,009   | 45       |
| 52       | LMGTE Pro | 63       | Corvette Racing – GM (Magnussen, García, Taylor)            | 3:57,967   | 3:59,268   | +38,234   | 60       |
| 53       | LMGTE Am  | 50       | Larbre Compétition (Jamasigi, Ragues, Belloc)               | 3:58,018   | 4:27,530   | +38,285   | 46       |
| 54       | LMGTE Am  | 60       | Formula Racing (Laursen, Mac, Nielsen)                      | 3:58,760   | 4:03,851   | +39,027   | 47       |
| 55       | LMGTE Am  | 78       | KCMG (Ried, Henzler, Camathias)                             | 3:59,245   | 3:59,034   | +39,301   | 48       |
| 56       | LMGTE Am  | 62       | Scudeira Corsa (Sweedler, Bell, Segal)                      | 4:00,008   | 4:05,643   | +40,275   | 49       |
| 57       | LMGTE Am  | 89       | Proton Competition (Macneil, Keen, Miller)                  | 4:01,215   | 4:00,107   | +40,374   | 50       |
| 58       | LMGTE Am  | 86       | Gulf Racing (Wainwright, Carroll, Barker)                   | 4:01,046   | 4:09,283   | +41,313   | 51       |
| 59       | LMGTE Am  | 57       | Team AAI (O’Connel, Bryant, Patterson)                      | 4:02,326   | 4:05,823   | +42,593   | 52       |
| 60       | LMGTE Am  | 99       | Aston Martin Racing (Howard, Griffin, Hirsch)               | 4:03,148   | Idő nélkül | +43,415   | 53       |

## A verseny

### A rajt előtt
A verseny előtt gyülekezni kezdtek a felhők, majd fél órával a rajt előtt el is kezdett szakadni az eső. Nem sokkal később kiderült az is, hogy a mezőny a biztonsági autó mögül fog rajtolni.

### 1. óra
Eseménytelenül kezdődött a verseny, hiszen a zord időjárási körülmények miatt a mezőny az első ötven percet a biztonsági autó mögött tette meg. Pár versenyző a boxba hajtott, de az élmezőnyből csupán Heidfeldnek akadtak gondjai, a csapat negyed órán keresztül volt kénytelen szerelni az autót. Az első ,,igazi’’ körben több előzés is történt, valamint mindkét Audi megelőzte Buemi Toyotáját. Előttük Conway bőszen támadta Bernhardot, de nem sokkal a 8-as Audi is megérkezett rájuk. A következő körben a Conway vezette Toyota feljött a második helyre, miközben a csapattársa látványosan lassabban haladt. Az utolsó kanyarokban Conway a másik Porschén is áthámozta magát és már az élen haladt.

#### Állás 23 órával a leintés előtt
| Helyezés | Rajtszám | Csapat                                           |
| -------- | -------- | ------------------------------------------------ |
| 1        | 6        | Toyota Gazoo Racing (Sarrazin, Conway, Kobajasi) |
| 2        | 2        | Porsche Team (Lieb, Dumas, Jani)                 |
| 3        | 1        | Porsche Team (Bernhard, Webber, Hartley)         |

### 2. óra
A harmadik körben mindkét Audi megelőzte az 1-es Porschét, majd nem sokkal később Buemi is megelőzte őt. Az élmezőnyből először Lotterer állt ki a száraz pályás gumikért, miközben Buemi már a másik Audi előtt haladt, mely autó a kör végén szintén a boxba hajtott az 1-es Porschéval együtt. Egy körrel később a másik Porsche és a két Toyota is kerekeket cserélt. Pár körrel később a 7-es Audi állt ki a boxba az élről, de az autót be kellett tolni, hogy szerelni tudják. Miközben a füstölgő autó a boxban állt, a 8-as Audi a célegyenesben előzte meg az éppen leköröző Hartley-t, és vette át a vezetést. Fél órával a második óra kezdete után a Porsche visszavette a vezetést, miközben újra szemerkélni kezdett az eső. Miután az Audi 20 percet töltött a boxban turbócsere miatt, visszaállt az 59. helyre hat körös hátránnyal. Az élen eközben a 8-as és az 1-es egység küzdött a vezetésért, majd emiatt a 6-os Toyota is megérkezett rájuk. 10 perccel később az Audi a boxba hajtott, egy körrel később az 1-es Porsche is követte.

#### Állás 22 órával a leintés előtt
| Helyezés | Rajtszám | Csapat                                            |
| -------- | -------- | ------------------------------------------------- |
| 1        | 6        | Toyota Gazoo Racing (Sarrazin, Conway, Kobajasi)  |
| 2        | 5        | Toyota Gazoo Racing (Davidson, Buemi, Nakadzsima) |
| 3        | 1        | Porsche Team (Bernhard, Webber, Hartley)          |

### 3. óra
Egy körrel később a csapattárs is kijött, majd rá egy körrel a két Toyota egyszerre érkezett. Az élen a Porsche, a Toyota és az Audi 10 másodpercen belül haladtak, csak a lekörözések során tudtak közeledni egymáshoz. Fél órával később Albuquerque forgott meg és idézte elő a sárga zászlót. 10 perccel később a 8-as, majd az 1-es és a 2-es rajtszámú autó, valamint a két Toyota (ismét egyszerre) járta meg a boxutcát. Az óra végére a Porsche és a Toyota között kettő, a Toyota és az Audi között pedig 10 másodperces különbség alakult ki.

#### Állás 21 órával a leintés előtt
| Helyezés | Rajtszám | Csapat                                           |
| -------- | -------- | ------------------------------------------------ |
| 1        | 1        | Porsche Team (Bernhard, Webber, Hartley)         |
| 2        | 6        | Toyota Gazoo Racing (Sarrazin, Conway, Kobajasi) |
| 3        | 8        | Audi Sport Team Joest (Duval, di Grassi, Jarvis) |

### 4. óra
A boxba hajtott a tavaly előtti GTE Pro győztes 51-es rajtszánú Ferrari, miután egy lassú defekt után az autót még szerelni is kellett. Az Audi megkezdte a negyedik kiállásokat és egyben pilótát is cseréltek, majd az 1-es Porsche az ötvenedikben, a 2-es pedig egy körrel később érkezett. A Toyoták a 14 körös etapjaikhoz hűen később érkeztek, immáron három körrel. Az 5-ös Toyota ismét a boxba hajtott, mert Davidson vibrációra panaszkodott. Pár körrel később Marc Miller veszítette el uralmát a Porschéja felett és végezte a gumifalban az ötvenedik körében, ami miatt lassú zónát rendeltek el.

#### Állás 20 órával a leintés előtt
| Helyezés | Rajtszám | Csapat                                           |
| -------- | -------- | ------------------------------------------------ |
| 1        | 1        | Porsche Team (Bernhard, Webber, Hartley)         |
| 2        | 6        | Toyota Gazoo Racing (Sarrazin, Conway, Kobajasi) |
| 3        | 8        | Audi Sport Team Joest (Duval, di Grassi, Jarvis) |

### 5. óra
A 8-as Audi érkezett elsőnek üzemanyagért, egy körrel Webber előtt, viszont a 2-es Porschénak elég volt csak 10 perccel később kiállnia. A 68. és a 69. körben megérkeztek a Toyoták is a boxba. Az eredmények stagnáltak és a P2-esek alkalmi kicsúszásain kívül nem történt akció a pályán. Egészen az óra utolsó 10 percéig kelleltt várni csatára, hiszen Lieb egyre közelebb került Jarvishoz. Az Audisok nem akartak kockáztatni, ezért kihozták a 8-as autót a boxba. A kiállás azonban nem úgy sikerült, ahogy azt akarták, az autó ajtaja beragadt, majd miután felfeszítették, kicserélték, persze nagy időveszteséggel.

#### Állás 19 órával a leintés előtt
| Helyezés | Rajtszám | Csapat                                           |
| -------- | -------- | ------------------------------------------------ |
| 1        | 6        | Toyota Gazoo Racing (Sarrazin, Conway, Kobajasi) |
| 2        | 1        | Porsche Team (Bernhard, Webber, Hartley)         |
| 3        | 2        | Porsche Team (Lieb, Dumas, Jani)                 |

### 6. óra
A 76. körben Webber, egy körrel később pedig Lieb is a boxba hajtott. Említésre méltó volt ekkor a visszatérő Fordok pozíciója a GTE Pro kategóriában, hiszen az első három helyet sajátították ki maguknak. Kobajasinak elég volt az élről hat körrel később kiállnia, de így is őrizte a Toyota második helyét. Eközben a G-Drive 26-os rajtszámú autója áthajtásost büntetést kapott, mert Will Stevens a legutóbbi boxkiállásán a tankolás közben nem állította le a motort. 10 perccel később a 8-as Audi érkezett a boxba egy körrel Webber és két körrel Lieb előtt.

#### Állás 18 órával a leintés előtt
| Helyezés | Rajtszám | Csapat                                            |
| -------- | -------- | ------------------------------------------------- |
| 1        | 6        | Toyota Gazoo Racing (Sarrazin, Conway, Kobajasi)  |
| 2        | 1        | Porsche Team (Bernhard, Webber, Hartley)          |
| 3        | 5        | Toyota Gazoo Racing (Davidson, Buemi, Nakadzsima) |

### 7. óra
Az új óra rögtön lassú zónával kezdődött, az egyik P2-es versenyző csúszott ki egyenesen a Mulsanne kanyarban és találta el a gumifalat. Kobajasi eközben a boxba hajtott és átadta az autót Sarrazinnek, aki a lassú zónát kihasználva az élre tért vissza a Porsche elé. A 8-as Audi ismét a boxban járt, pár körrel Benrhard tankolása előtt, aki után egy körrel csapattársa is érkezett. Negyed órával később a kezdeti órákban váltógondokkal küzdő 67-es Ford csúszott ki a Mulsanne kanyarban, hasonlóan a korábbi balesethez.

#### Állás 17 órával a leintés előtt
| Helyezés | Rajtszám | Csapat                                            |
| -------- | -------- | ------------------------------------------------- |
| 1        | 6        | Toyota Gazoo Racing (Sarrazin, Conway, Kobajasi)  |
| 2        | 1        | Porsche Team (Bernhard, Webber, Hartley)          |
| 3        | 5        | Toyota Gazoo Racing (Davidson, Buemi, Nakadzsima) |

### 8. óra
Először a 6-os Toyota érkezett a boxba, majd a következő körben az 5-ös is megérkezett. Már kezdett besötétedni, az 1-es Porsche pedig erő tempót diktált és közeledett a 6-os Toyotára. Miután a Porsche is megjárta a boxutcát, a tavalyi győztes KCMG csapat autója állt meg a pályán, ami miatt lassú zóna lett elrendelve. Ez nagyon rosszul jött ki Bernhard számára, hiszen csapattársa, sőt, a 6-os Toyota is felzárkózott rá. 15 perccel később a 7-es Audi ismét a boxba gurult, hogy szerelni tudják az autót, de nem tartott túl sokáig. 2 körrel később a 6-os Toyota és a 8-as Audi együtt érkezett a boxba, de a német csapatnál ugyanazt a gyors javítást kellett elvégezni, mint amit a csapattársak autóján. 2 körre rá pedig a másik Toyota is kijött a pitbe.

#### Állás 16 órával a leintés előtt
| Helyezés | Rajtszám | Csapat                                           |
| -------- | -------- | ------------------------------------------------ |
| 1        | 6        | Toyota Gazoo Racing (Sarrazin, Conway, Kobajasi) |
| 2        | 2        | Porsche Team (Lieb, Dumas, Jani)                 |
| 3        | 1        | Porsche Team (Bernhard, Webber, Hartley)         |

### 9. óra
Ezúttal az 1-es Porsche nyitotta a kerékcseréket, és Bendhard helyére Hartley érkezett. Az autó azonban egy körrel később visszatért a boxba, betolták, majd vadul szerelni kezdték. Miközben a Porschét szerelték, a 7-es Audit a verseny során már harmadszor kellett betolni, de egy gyors kivizsgálás után ismét visszaállhatott a versenybe. Ezek után Dalla Lana kicsúszása miatt ismét jött a lassú zóna, egy körrel később pedig a Mulsanne kanyar már a harmadik áldozatát szedte egy amatőr Ferrari képében. Nyolc és fél óra után ismét bejött a biztonsági autó, főleg a korlátjavítási munkálatok miatt. A biztonsági autó alatt az élmezőnyből először az 5-ös, majd a 6-os Toyota jött a boxba. Azonban a 6-os egység túl sokáig húzta a kiállást, így csak a biztonsági autó kijövetele után tudott kiállni. Az élre jött vissza, de Jani a melegebb gumikkal pár kanyar után átvette tőle a vezető helyet.

#### Állás 15 órával a leintés előtt
| Helyezés | Rajtszám | Csapat                                            |
| -------- | -------- | ------------------------------------------------- |
| 1        | 2        | Porsche Team (Lieb, Dumas, Jani)                  |
| 2        | 6        | Toyota Gazoo Racing (Sarrazin, Conway, Kobajasi)  |
| 3        | 5        | Toyota Gazoo Racing (Davidson, Buemi, Nakadzsima) |

### 10. óra
A 2-es Porsche érkezett a boxba az élről, míg az 1-es Porschét már több mint egy órája javították. 10 perccel később az egyik Aston Martin csúszott meg a Mulsanne előtt és ütközött a szalagkorláttal, de tovább tudott menni. Több, mint egy órányi szerelés után ismét pályára gurult a Porsche, de még mindig problémákkal küzdött, így visszatért a boxba. Eközben a másik KCMG kicsúszott a kavicságyba, ezért ismét lassú zónát iktattak be. A zónák végeztével a 6-os Toyota kijött üzemanyagért.

#### Állás 14 órával a leintés előtt
| Helyezés | Rajtszám | Csapat                                            |
| -------- | -------- | ------------------------------------------------- |
| 1        | 6        | Toyota Gazoo Racing (Sarrazin, Conway, Kobajasi)  |
| 2        | 2        | Porsche Team (Lieb, Dumas, Jani)                  |
| 3        | 5        | Toyota Gazoo Racing (Davidson, Buemi, Nakadzsima) |

### 11. óra
Rögtön be kellett küldeni a biztonsági autót, hiszen a tavalyi győztes Earl Bamber Porschéja füstölt el és került olaj a pályára, valamint az többszörös olimpiai bajnok kerékpározó Christopher Hoy P2-es autója végezte a gumifalban. A biztonsági autó már fél órája körözött, amikor a 8-as Audi a pályára került törmelék miatt defektet kapott, így a boxba kellett hajtania. Az újraindítás után Dumas nagyon közel került Buemihez, majd könnyedén előzte meg őt és jött fel a második helyre. Negyed órával később a 71-es AF Corse mérte el az egyik féktávot és ásta el magát a kavicságyban. Nem sokkal ezután az 5-ös Toyota hajtott a boxba üzemanyagért, de pilótát is cseréltek. Két körrel később Conway is kijött, de itt pilótát nem cseréltek.

#### Állás 13 órával a leintés előtt
| Helyezés | Rajtszám | Csapat                                            |
| -------- | -------- | ------------------------------------------------- |
| 1        | 6        | Toyota Gazoo Racing (Sarrazin, Conway, Kobajasi)  |
| 2        | 2        | Porsche Team (Lieb, Dumas, Jani)                  |
| 3        | 5        | Toyota Gazoo Racing (Davidson, Buemi, Nakadzsima) |

### 12. óra
Már szokásosnak mondhatóan először jött a 2-es Porsche, de egy nagyon elnyújtott, 15 körös etap után érkezett a kiálláshoz. Az Audi a 172. körben jött a boxutcába, de így is két körös hátrányban autózott Duval. Eközben a korábban több problémával is szembesülő 7-es Audi már körön belülre került a Rebellionhoz képest, majd meg is előzte a privát csapatot és feljött az ötödik helyre. 15 perccel később az 5-ös Toyota jött ki kerék- és pilótacserére, majd pár körrel később a másik Toyota is kiállt, ahol Conwayt váltotta Kobajasi. 5 percre rá a Racing Performance lett a negyedik csapat, amely kicsúszott a Mulsanne kanyarban, de a gumifalat nem érte el. A 184. körben a 2-es Porsche érkezett a boxba, miközben a 7-es Audi megállt a Dunlop kanyarban. Fässlernek sikerült újraindítania az autót, de csak a hibrid hajtást tudta használni.

#### Állás 12 órával a leintés előtt
| Helyezés | Rajtszám | Csapat                                            |
| -------- | -------- | ------------------------------------------------- |
| 1        | 6        | Toyota Gazoo Racing (Sarrazin, Conway, Kobajasi)  |
| 2        | 2        | Porsche Team (Lieb, Dumas, Jani)                  |
| 3        | 5        | Toyota Gazoo Racing (Davidson, Buemi, Nakadzsima) |

### 13. óra
Az Audi 8-as egysége egy újabb 13 körös etapot teljesített és jött ki a pitbe. A másik Audi is visszajutott a hibrid hajtással, de ez 14 percébe tellett, így a Rebellion visszaelőzte őket. Miután a két Toyota kiállt, a Porsche vette át a vezetést. Dumas nagyon gyors köröket futott az élen, majd boxkiállása után márcsak 40 másodpercre került a vezető Toyotától. A 8-as Audi ismét kiállt a negyedik helyről, de ezúttal kereket is cseréltek.

#### Állás 11 órával a leintés előtt
| Helyezés | Rajtszám | Csapat                                            |
| -------- | -------- | ------------------------------------------------- |
| 1        | 6        | Toyota Gazoo Racing (Sarrazin, Conway, Kobajasi)  |
| 2        | 2        | Porsche Team (Lieb, Dumas, Jani)                  |
| 3        | 5        | Toyota Gazoo Racing (Davidson, Buemi, Nakadzsima) |

### 14. óra
Marc Lieb hatalmas tempót diktált a második helyen, negyed óra elteltével a 40 másodpercből tízet lefaragott és még mindig közeledett. Jól tartotta magát a másik Toyota is, a Davidson által vezetett autó a harmadik helyen haladt csupán két perces hátránnyal. Az 5-ös autó után a 6-os Toyota is kijött a boxba, ahol az autó oldalát ragasztani kellett, de ez nem tartott túl sokáig. A következő körben Lieb is kiállt a boxba, ahol hibátlanul dolgoztak, így 8 másodperces előnnyel tért vissza az élre. Pár körrel később a Rebellion 12-es autója állt meg a pálya szélén az egyenesben. Tuscher a 6. helyen állt a megállás előtt, mint a legjobb privát csapat, de úgy tűnt, hogy még az újraindítás sem tudott életet lehelni az autóba. Jó negyed órával később a 2-es Porsche boxba hajtott és a harmadik helyre tért vissza a két Toyota mögé.

#### Állás 10 órával a leintés előtt
| Helyezés | Rajtszám | Csapat                                            |
| -------- | -------- | ------------------------------------------------- |
| 1        | 6        | Toyota Gazoo Racing (Sarrazin, Conway, Kobajasi)  |
| 2        | 5        | Toyota Gazoo Racing (Davidson, Buemi, Nakadzsima) |
| 3        | 2        | Porsche Team (Lieb, Dumas, Jani)                  |

### 15. óra
Az 5-ös Toyota kezdte a boxkiállásokat, így visszaesett a Porsche mögé a harmadik helyre. Egy körrel később a másik Toyota is kijött, így ismét a Porsche vette át a vezetést. A következő 10 percben Lieb megint próbált hozni riválisán, de a boxkiállása után csak a harmadik helyre tudott visszajönni három másodperces hátrányban az 5-ös Toyotával szemben. A különbség stagnált, Lieb csak a boxkiállása előtt tudott rá közeledni. A Toyoyta jött hamarabb, így a Porsche a második helyre jött föl.

#### Állás 9 órával a leintés előtt
| Helyezés | Rajtszám | Csapat                                            |
| -------- | -------- | ------------------------------------------------- |
| 1        | 6        | Toyota Gazoo Racing (Sarrazin, Conway, Kobajasi)  |
| 2        | 2        | Porsche Team (Lieb, Dumas, Jani)                  |
| 3        | 5        | Toyota Gazoo Racing (Davidson, Buemi, Nakadzsima) |

### 16. óra
Az óra sárga zászlóval kezdődött, a Pegasus csapat már harmadszorra rontotta el a Mulsanne kanyart. Nem sokkal később a másik Toyota is a boxba hajtott, Lieb átvette a vezetést. Két körrel később Lieb helyét Dumas vette át és jött ki a második helyre. Támadni kezdte Sarrazint, de ő nem hagyta magát: 4-5 másodperces előnyt autózott ki magának, sőt, még Nakadzsima is közeledni kezdett rájuk, de a japán pilóta gurult a boxba először. A csöndet Tommy Milner balesete zavarta meg: az amerikai Corvette-je a célegyenes végén fékezésnél állt keresztbe, majd csapódott frontálisan a gumifalba. A lassú zónát kihasználva a két élmező, Sarrazin és Dumas is a boxba hajtottak.

#### Állás 8 órával a leintés előtt
| Helyezés | Rajtszám | Csapat                                            |
| -------- | -------- | ------------------------------------------------- |
| 1        | 6        | Toyota Gazoo Racing (Sarrazin, Conway, Kobajasi)  |
| 2        | 5        | Toyota Gazoo Racing (Davidson, Buemi, Nakadzsima) |
| 3        | 2        | Porsche Team (Lieb, Dumas, Jani)                  |

### 17. óra
A pályabírók még a Milner-baleset következményeként megrongálódott gumifalat javították, amikor Panciatici az egyenes első sikánjában későn fékezett, átrobogott a sóderágyon, majd pedig a betonfalnak ütközött. A sportbírók visszatolták az autót, de végül a kitört jobb első futómű miatt már nem tudta folytatni a versenyt. A versenyzők pechsorozata nem szakadt meg, hiszen az első szabadedzés után újra kigyulladt a ByKolles autója a Ford-sikán előtt, új lassú zónát vezethettek be. És ezzel még mindig nem értek véget a balesetek, a P2-es kategória második helyén álló Thiriet a Mulsanne-kanyarba már első splitter nélkül forogva érkezett, és ragadt a kavicságyban. Ezzel egyidőben a pálya másik részén az Extreme Speed Motorsport autója csúszott ki, ezért a pályára küldték a biztonsági autót. Természetesen a dráma még nem ért véget, a 7-es Audit és a kategóriájában vezető 36-os Signatech autót is betolták szerelésre. Míg a biztonsági autó a pályán tartózkodott, addig a két Toyota a boxba hajtott friss gumikért és üzemanyagért, hogy taktikai előnybe kerülhessenek a Porschéval szemben. Miután a biztonsági autó elengedte a mezőnyt Buemi megelőzte Comwayt, de mindkét Toyota nagyon erős köröket ment. Egy körrel később Jani ki is jött csak üzemanyagért, de így is csak a harmadik helyre tudott visszajönni.

#### Állás 7 órával a leintés előtt
| Helyezés | Rajtszám | Csapat                                            |
| -------- | -------- | ------------------------------------------------- |
| 1        | 5        | Toyota Gazoo Racing (Davidson, Buemi, Nakadzsima) |
| 2        | 6        | Toyota Gazoo Racing (Sarrazin, Conway, Kobajasi)  |
| 3        | 2        | Porsche Team (Lieb, Dumas, Jani)                  |

### 18. óra
Buemi már több, mint öt másodperces előnnyel rendelkezett Conway-jel szemben, de Neel Jani sem tudta tartani Buemi tempóját, elkezdett leszakadozni. Buemi körönként két másodpercet adott csapattársának, a boxkiállása előtt már 18 másodperccel vezetett. A csapat először Conway autóját tankolta meg, az 5-ös autó csak egy körrel később jött. 3 körrel később az élen álló Porsche is kiállt a boxba. Az autón kereket cseréltek, meg is tankolták, valamint Lieb váltotta Janit a volánnál.

#### Állás 6 órával a leintés előtt
| Helyezés | Rajtszám | Csapat                                            |
| -------- | -------- | ------------------------------------------------- |
| 1        | 5        | Toyota Gazoo Racing (Davidson, Buemi, Nakadzsima) |
| 2        | 6        | Toyota Gazoo Racing (Sarrazin, Conway, Kobajasi)  |
| 3        | 2        | Porsche Team (Lieb, Dumas, Jani)                  |

### 19. óra
Buemi és Lieb között állandósult egy 50 másodperces különbség, ellenben a másik Toyota nem tudta tartani Buemi tempóját, így elkezdett lemaradozni. 20 perccel később a 7-es Audit 19 óra alatt már negyedszer tolták be a garázsba és cseréltek első, valamint hátsó borítást vibráció miatt. A következő körben a 6-os, egy körrel később az 5-ös, rá egy körrel pedig a 2-es rajtszámú autó érkezett a boxba, de pozíciócsere nem történt, csupán Lieb közeledett Conway-hez.

#### Állás 5 órával a leintés előtt
| Helyezés | Rajtszám | Csapat                                            |
| -------- | -------- | ------------------------------------------------- |
| 1        | 5        | Toyota Gazoo Racing (Davidson, Buemi, Nakadzsima) |
| 2        | 6        | Toyota Gazoo Racing (Sarrazin, Conway, Kobajasi)  |
| 3        | 2        | Porsche Team (Lieb, Dumas, Jani)                  |

### 20. óra
Az élen az első három versenyző fél percen belülre került, köszönhetően a Porsche hatalmas sebességének. A következő körökben Lieb nagyon közel került Conway-hez, de a brit a 303. körben a boxba hajtott, őt Kobajasi Kamui váltotta. A következő körben Buemi is bejött, őt Davidson váltotta, de Lieb-éknél nem cseréltek versenyzőt, így az élte tért vissza a 2-es Porsche. Ezek után Davidson gyorsan, Kobajasi pedig még gyorsabban közeledett Liebre. Eközben a 8-as Audi lelassult a pályán, majd a garázsba tolva azonnal szerelni kezdték az autót. A pályán Davidson utolérte Liebet, sőt meg is előzte és az élre állt. Két körrel később a Porsche és a 6-os Toyota is kijöttek a boxba.

#### Állás 4 órával a leintés előtt
| Helyezés | Rajtszám | Csapat                                            |
| -------- | -------- | ------------------------------------------------- |
| 1        | 5        | Toyota Gazoo Racing (Davidson, Buemi, Nakadzsima) |
| 2        | 2        | Porsche Team (Lieb, Dumas, Jani)                  |
| 3        | 6        | Toyota Gazoo Racing (Sarrazin, Conway, Kobajasi)  |

### 21. óra
Kobajasi célkeresztjébe vette Liebet, hatalmas tempóval közelített felé. Meg is lett az eredménye: a Porsche-kanyar előtt megforgott és kicsúszott a sóderágyba. Szerencséjére nem ásta el az autót, de a 6 másodperces hátrányából félpercest kovácsolt. Nemcsak ő hibázott, Rao is kicsúszott a Manorral. Vissza tudott jönni a pályára, de a Porsche-kanyarban az első borítása letört, beszorult a kerekei alá, majd a szalagkorlátnak ütközött. 10 perccel később Toni Vilander ugyanúgy és ugyanott csúszott ki, mint Kobajasi, de a baleset a boxhoz közel történt, így gyorsan tudták kitakarítani a kavicsokat az autóból. A 331. körben a Porsche és a 6-os Toyota járt a boxban, ahol Jani, illetve Sarrazin váltották a pilótákat, ezután pedig az 5-ös is kiállt üzemanyagért.

#### Állás 3 órával a leintés előtt
| Helyezés | Rajtszám | Csapat                                            |
| -------- | -------- | ------------------------------------------------- |
| 1        | 5        | Toyota Gazoo Racing (Davidson, Buemi, Nakadzsima) |
| 2        | 2        | Porsche Team (Lieb, Dumas, Jani)                  |
| 3        | 6        | Toyota Gazoo Racing (Sarrazin, Conway, Kobajasi)  |

### 22. óra
Kicsúszása óta Kobajasi nem tudott olyan gyors köröket produkálni, mint a csapattársa, ezért a boxba hajtott, ahol azonnal szerelni kezdték az autót. Sarrazin csak 3 kör hátránnyal tudott visszatérni a pályára, ezzel gyakorlatilag kiszállt a győzelemért vívott csatából. A 345. körben a Porsche érkezett a boxba, egy körrel később pedig az élrő jött az 5-ös Toyota, ahol Nakadzsima váltotta Davidsont.

#### Állás 2 órával a leintés előtt
| Helyezés | Rajtszám | Csapat                                            |
| -------- | -------- | ------------------------------------------------- |
| 1        | 5        | Toyota Gazoo Racing (Davidson, Buemi, Nakadzsima) |
| 2        | 2        | Porsche Team (Lieb, Dumas, Jani)                  |
| 3        | 6        | Toyota Gazoo Racing (Sarrazin, Conway, Kobajasi)  |

### 23. óra
Az utolsó előtti órában a csapatok már eldöntötték, hogy kik szeljék át a célvonalat, a boxba pedig csak üzemanyagért jártak a versenyzők. Másfél órával a vége előtt egy lassú zóna zavarta meg a nyugalmat: a Pegasus csapat a hétvége során már sokadszor hagyta el a pályát a Mulsanne-kanyarban. Pár körrel később füstölgő autóval állt meg a pálya szélén, a pályabíróknak még az oltásban is segédkezniük kellett.

#### Állás 1 órával a leintés előtt
| Helyezés | Rajtszám | Csapat                                            |
| -------- | -------- | ------------------------------------------------- |
| 1        | 5        | Toyota Gazoo Racing (Davidson, Buemi, Nakadzsima) |
| 2        | 2        | Porsche Team (Lieb, Dumas, Jani)                  |
| 3        | 6        | Toyota Gazoo Racing (Sarrazin, Conway, Kobajasi)  |

### 24. óra
Az utolsó órában a csapatok felkészültek az utolsó boxkiállásokra. Az egyedüli kérdőjel a 2-es Porschéval volt kapcsolatos: cserél-e kereket, esetleg pilótát? Végül egyik sem történt meg. 10 perccel a leintés előtt a Porsche a boxba hajtott, a gumik mégsem bírták volna a verseny végéig, így már tényleg lőtávolon kívül került a Toyotától. Az igazi dráma azonban csak ekkor kezdődött. Hat perccel a leintés előtt Nakadzsima tudatta a csapattal, hogy nem tud kigyorsítani, az autó lassú tempóban gurult a pályán. A célegyenesben az autó meg is állt, a japán pilóta próbálta újraindítani, de eközben a Porsche átvette a vezetést. Az 5-ös autó még egy pár métert képes volt megtenni, de 23 óra és 56 perc után fel kellett adniuk a versenyt.
A Porsche ezzel behúzta újabb Le Mans-i sikerét, szám szerint a 18.-at. Mögötte a 6-os, majd a 2-es számú autót rangsorolták, mivel az 5-ös Toyota nem szelte át a célvonalat, így hivatalosan helyezetlenül ért célba. A P2-es kategória győztese a 36-os Signatech Alpine lett, a GTE Pro-t a visszatérő 68-as Ford nyerte, a GTE Am-ben pedig az amerikai Scuderia Corsa bizonyult a legjobbnak.

## Végeredmény
| Helyezés                                                                         | Kategória | Rajtszám | Csapat                     | Versenyzők                                              | Autó                        | Gumi | Körök |
| -------------------------------------------------------------------------------- | --------- | -------- | -------------------------- | ------------------------------------------------------- | --------------------------- | ---- | ----- |
| 1                                                                                | LMP1      | 2        | Porsche Team               | Marc Lieb Romain Dumas Neel Jani                        | Porsche 919 Hybrid          | M    | 384   |
| 2                                                                                | LMP1      | 6        | Toyota Gazoo Racing        | Stéphane Sarrazin Mike Conway Kobajasi Kamui            | Toyota TS050 Hybrid         | M    | 381   |
| 3                                                                                | LMP1      | 8        | Audi Sport Team Joest      | Loïc Duval Lucas di Grassi Oliver Jarvis                | Audi R18                    | M    | 372   |
| 4                                                                                | LMP1      | 7        | Audi Sport Team Joest      | André Lotterer Marcel Fässler Benoît Tréluyer           | Audi R18                    | M    | 367   |
| 5                                                                                | LMP2      | 36       | Signature Alpine           | Nicolas Lapierre Gustavo Menezes Stéphane Richelmi      | Alpine A460                 | D    | 357   |
| 6                                                                                | LMP2      | 26       | G-Drive Racing             | Roman Ruszinov Will Stevens René Rast                   | Oreca 05                    | D    | 357   |
| 7                                                                                | LMP2      | 37       | SMP Racing                 | Vitalij Petrov Viktor Saitar Kirill Lagyigin            | BR Engineering BR01         | D    | 353   |
| 8                                                                                | LMP2      | 42       | Strakka Racing             | Nick Leventis Johnny Kane Danny Watts                   | Gibson 015S                 | D    | 351   |
| 9                                                                                | LMP2      | 33       | Eurasia Motorsport         | Pu Jun-jin Tristan Gommendy Nick de Bruijn              | Oreca 05                    | D    | 348   |
| 10                                                                               | LMP2      | 41       | Greaves Motorsport         | Memo Rojas Julien Canal Nathanaël Berthon               | Ligier JS P2                | D    | 348   |
| 11                                                                               | LMP2      | 27       | SMP Racing                 | Nicholas Minassian Maurizio Mediani Mihail Aljosin      | BR Engineering BR01         | D    | 347   |
| 12                                                                               | LMP2      | 23       | Panis-Barthez Compétition  | Fabien Barthez Timothé Buret Paul-Loup Chatin           | Ligier JS P2                | M    | 347   |
| 13                                                                               | LMP1      | 1        | Porsche Team               | Timo Bernhard Brendon Hartley Mark Webber               | Porsche 919 Hybrid          | M    | 346   |
| 14                                                                               | LMP2      | 49       | Michael Shank Racing       | John Pew Oswaldo Negri Laurens Vanthoor                 | Ligier JS P2                | D    | 345   |
| 15                                                                               | LMP2      | 43       | RGR Sport by Morand        | Ricardo González Filipe Albuquerque Bruno Senna         | Ligier JS P2                | D    | 344   |
| 16                                                                               | LMP2      | 30       | Extreme Speed Motorsport   | Scott Sharp Ed Brown Johannes van Overbeek              | Ligier JS P2                | D    | 341   |
| 17                                                                               | LMP2      | 25       | Algarve Pro Racing         | Michael Munemann Christopher Hoy Andrea Pizzitola       | Ligier JS P2                | D    | 341   |
| 18                                                                               | LMGTE Pro | 68       | Ford Chip Ganassi Team USA | Joey Hand Dirk Müller Sébastien Bourdais                | Ford GT                     | M    | 340   |
| 19                                                                               | LMGTE Pro | 82       | Risi Competizione          | Giancarlo Fisichella Matteo Malucelli Toni Vilander     | Ferrari 488 GTE             | M    | 340   |
| 20                                                                               | LMGTE Pro | 69       | Ford Chip Ganassi Team USA | Ryan Briscoe Richard Westbrook Scott Dixon              | Ford GT                     | M    | 340   |
| 21                                                                               | LMGTE Pro | 66       | Ford Chip Ganassi Team USA | Oliver Pla Stefan Mücke Billy Johnson                   | Ford GT                     | M    | 339   |
| 22                                                                               | LMP2      | 40       | Krohn Racing               | Tracy Krohn Nickas Jönsson João Barbosa                 | Ligier JS P2                | M    | 338   |
| 23                                                                               | LMGTE Pro | 95       | Aston Martin Racing        | Nicki Thiim Marco Sørensen Darren Turner                | Aston Martin V8 Vantage GTE | D    | 338   |
| 24                                                                               | LMGTE Pro | 97       | Aston Martin Racing        | Fernando Rees Jonathan Adam Richie Stanaway             | Aston Martin V8 Vantage GTE | D    | 337   |
| 25                                                                               | LMGTE Pro | 63       | Corvette Racing – GM       | Jan Magnussen Antonio García Ricky Taylor               | Chevrolet Corvette C7.R     | M    | 336   |
| 26                                                                               | LMGTE Am  | 62       | Scuderia Corsa             | Bill Sweedler Townsend Bell Jeff Segal                  | Ferrari 458 Italia GT2      | M    | 331   |
| 27                                                                               | LMGTE Am  | 83       | AF Corse                   | François Perrodo Emmanuel Collard Rui Aguas             | Ferrari 458 Italia GT2      | M    | 331   |
| 28                                                                               | LMGTE Am  | 88       | Abu Dhabi-Proton Racing    | Hálid el-Kubaíszi Patrick Long David Heinemeier Hansson | Porsche 911 RSR             | M    | 330   |
| 29                                                                               | LMP1      | 12       | Rebellion Racing           | Nicolas Prost Nick Heidfeld Nelson Piquet, Jr.          | Rebellion R-One             | D    | 330   |
| 30                                                                               | LMGTE Am  | 61       | Clearwater Racing          | Weng Sun Mok Rob Bell Szava Keita                       | Ferrari 458 Italia GT2      | M    | 329   |
| 31                                                                               | LMGTE Pro | 77       | Dempsey-Proton Racing      | Richard Lietz Philipp Eng Michael Christensen           | Porsche 911 RSR             | M    | 329   |
| 32                                                                               | LMP2      | 22       | SO24! by Lombard Racing    | Vincent Capillaire Erik Maris Jonathan Coleman          | Ligier JS P2                | D    | 328   |
| 33                                                                               | LMGTE Am  | 86       | Gulf Racing                | Mike Wainwright Adam Carroll Ben Barker                 | Porsche 911 RSR             | M    | 328   |
| 34                                                                               | LMP2      | 48       | Murphy Prototypes          | Ben Keating Marc Goossens Jeroen Bleekemolen            | Oreca 03R                   | D    | 323   |
| 35                                                                               | LMGTE Am  | 60       | Formula Racing             | Johnny Laursen Christina Nielsen Mikkel Mac             | Ferrari 458 Italia GT2      | M    | 319   |
| 36                                                                               | LMGTE Am  | 99       | Aston Martin Racing        | Andrew Howard Liam Griffin Gary Hirsch                  | Aston Martin V8 Vantage GTE | D    | 318   |
| 37                                                                               | LMGTE Am  | 50       | Larbre Compétition         | Jamagisi Jutaka Pierre Ragues Jean-Philippe Belloc      | Chevrolet Corvette C7.R     | M    | 316   |
| 38                                                                               |           | 84       | SRT41 by OAK Racing        | Frédéric Sausset Christophe Tinseau Jean-Bernard Bouvet | Morgan LMP2                 | M    | 315   |
| 39                                                                               | LMGTE Am  | 57       | Team AAI                   | Johnny O’Connell Mark Patterson Oliver Bryant           | Chevrolet Corvette C7.R     | M    | 306   |
| 40                                                                               | LMGTE Pro | 67       | Ford Chip Ganassi Team USA | Andy Priaulx Marino Franchitti Harry Tincknell          | Ford GT                     | M    | 306   |
| 41                                                                               | LMGTE Am  | 78       | KCMG                       | Christian Ried Wolf Henzler Joël Camathias              | Porsche 911 RSR             | M    | 300   |
| 42                                                                               | LMP2      | 31       | Extreme Speed Motorsport   | Ryan Dalziel Chris Cumming Luís Felipe Derani           | Ligier JS P2                | D    | 297   |
| 43                                                                               | LMGTE Am  | 55       | AF Corse                   | Duncan Cameron Aaron Scott Matt Griffin                 | Ferrari 458 Italia GT2      | M    | 289   |
| 44                                                                               | LMP2      | 34       | Race Performance           | Nicolas Leutwiler James Winslow Nakano Sindzsi          | Oreca 03R                   | D    | 289   |
| Nk                                                                               | LMP1      | 5        | Toyota Gazoo Racing        | Anthony Davidson Sébastien Buemi Nakadzsima Kazuki      | Toyota TS050 Hybrid         | M    | 384   |
| Ki                                                                               | LMP2      | 28       | Pegasus Racing             | Inès Taittinger Léo Roussel Rémy Striebig               | Morgan LMP2                 | M    | 292   |
| Ki                                                                               | LMP2      | 44       | Manor                      | Tor Graves Matthew Rao Neel Jani                        | Oreca 05                    | D    | 283   |
| Ki                                                                               | LMGTE Am  | 98       | Aston Martin Racing        | Paul Dalla Lana Pedro Lamy Mathias Lauda                | Aston Martin V8 Vantage GTE | D    | 281   |
| Ki                                                                               | LMP2      | 46       | Thiriet by TDS Racing      | Pierre Thiriet Mathias Beche Hirakava Rjó               | Oreca 05                    | D    | 241   |
| Ki                                                                               | LMP2      | 35       | Baxi DC Racing Alpine      | David Cheng Tung Ho-pin Nelson Panciatici               | Alpine A460                 | D    | 234   |
| Ki                                                                               | LMP2      | 38       | G-Drive Racing             | Simon Dolan Jake Dennis Giedo van der Garde             | Gibson 015S                 | D    | 222   |
| Ki                                                                               | LMGTE Pro | 64       | Corvette Racing – GM       | Oliver Gavin Tommy Milner Jordan Taylor                 | Chevrolet Corvette C7.R     | M    | 219   |
| Ki                                                                               | LMP1      | 4        | ByKolles Racing Team       | Simon Trummer Pierre Kaffer Oliver Webb                 | CLM P1/01                   | D    | 206   |
| Ki                                                                               | LMP1      | 13       | Rebellion Racing           | Dominik Kraihamer Alexandre Imperatori Mathéo Tuscher   | Rebellion R-One             | D    | 200   |
| Ki                                                                               | LMGTE Pro | 51       | AF Corse                   | Gianmaria Bruni Alessandro Pier Guidi James Calado      | Ferrari 458 GTE             | M    | 179   |
| Ki                                                                               | LMGTE Pro | 71       | AF Corse                   | Davide Rigon Andrea Bertolini Sam Bird                  | Ferrari 458 GTE             | M    | 143   |
| Ki                                                                               | LMGTE Pro | 92       | Porsche Motorsport         | Frédéric Makowiecki Jörg Bergmeister Earl Bamber        | Porsche 911 RSR             | M    | 140   |
| Ki                                                                               | LMGTE Pro | 91       | Porsche Motorsport         | Patrick Pilet Kévin Estre Nick Tandy                    | Porsche 911 RSR             | M    | 135   |
| Ki                                                                               | LMP2      | 47       | KCMG                       | Macuda Cugio Richard Bradley Matthew Howson             | Oreca 05                    | D    | 116   |
| Ki                                                                               | LMGTE Am  | 89       | Proton Competition         | Leh Keen Marc Miller                                    | Porsche 911 RSR             | M    | 50    |
| HIVATALOS VÉGEREDMÉNY Archiválva 2017. január 9-i dátummal a Wayback Machine-ben |           |          |                            |                                                         |                             |      |       |

## Érdekességek
- Az 56-os garázs indulási jogával élve teljesítette a versenyt Frédéric Sausset, akinek néhány éve egy bakteriális fertőzés miatt mind a négy végtagját amputálni kellett. Sausset két versenyzőtársával együtt a 38. helyen végzett 315 teljesített körrel. Tiszteletére a futam után egy külön pódium ceremónia fogadtatta.[1]

## Rekordok
- Összesen 60 autó indult el a versenyen. Ilyen sokan utoljára 1950-ben, 1951-ben, 1953-ban és 1955-ben indultak.
- Összesen 44 autó ért célba, amely új rekordnak számít.